# تشارلز إس. دابن
تشارلز إس. دابن (بالإنجليزية: Charles S. Dubin)‏ هو مخرج أمريكي، ولد في 1 فبراير 1919 في نيويورك في الولايات المتحدة، وتوفي في 5 سبتمبر 2011 في برينتووود في الولايات المتحدة.

## وصلات خارجية
- تشارلز إس. دابن على موقع IMDb (الإنجليزية)
- تشارلز إس. دابن على موقع ألو سيني (الفرنسية)
- تشارلز إس. دابن على موقع أول موفي (الإنجليزية)
- تشارلز إس. دابن على موقع قاعدة بيانات برودواي على الإنترنت (الإنجليزية)
- تشارلز إس. دابن على موقع قاعدة بيانات الأفلام السويدية (السويدية)
- تشارلز إس. دابن على موقع قاعدة بيانات الفيلم (الإنجليزية)
- تشارلز إس. دابن على موقع كينوبويسك (الروسية)